# Nowa Łomnica
Nowa Łomnica  (deutsch: Neu Lomnitz, auch Neulomnitz) ist ein Ort in der Stadt- und Landgemeinde Bystrzyca Kłodzka im Powiat Kłodzki der Woiwodschaft Niederschlesien in Polen. Es liegt fünf Kilometer westlich von Bystrzyca Kłodzka (Habelschwerdt).

## Geographie
Nowa Łomnica liegt in den östlichen Ausläufern des Habelschwerdter Gebirges an der Woiwodschaftsstraße 388 von Bystrzyca Kłodzka nach Polanica-Zdrój (Bad Altheide). Nachbarorte sind Starków (Alt Batzdorf) im Norden, Topolice (Aspenau) im Nordosten, Gorzanów (Grafenort) und Stara Łomnica (Alt Lomnitz) im Osten, Szczawina (Neubrunn) im Süden, Paszków (Pohldorf) im Westen und Starkówek (Neu Batzdorf) im Nordwesten.

## Geschichte
Neu Lomnitz wurde Mitte des 16. Jahrhunderts angelegt und im Jahre 1600 als „newe Lomicz“ erwähnt. Es gehörte zum Habelschwerdter Distrikt in der Grafschaft Glatz und war zur Pfarrkirche in Alt Lomnitz gewidmet. Zunächst gehörte es dem Heinrich von Ratschin, der bereits den Grafenorter Schlosshof eignete. Nach dessen Tod 1612 erbten dessen drei unmündigen Söhne Heinrich d. J., Friedrich und Hans die Besitzungen. Sie verwalteten ihren Besitz gemeinsam, verloren jedoch wegen ihrer Beteiligung am Böhmischen Ständeaufstand von 1618 nach der Rückeroberung der Grafschaft Glatz durch die Kaiserlichen 1623 ihre Lehensgüter ganz und die Erbgüter zur Hälfte. 1624 erwarb der spätere Glatzer Landeshauptmann Johann Arbogast von Annenberg den Schlosshof mit den zugehörigen Besitzungen. Durch Heirat gelangten dessen Besitzungen 1651 an Johann Friedrich von Herberstein, der aus den erlangten Besitzungen die „Herrschaft Grafenort“ bildete, zu der später auch die Kolonie Stubengrund gehörte.
Nach dem Ersten Schlesischen Krieg 1742 und endgültig mit dem Hubertusburger Frieden 1763 fiel Neu Lomnitz zusammen mit der Grafschaft Glatz an Preußen. Nach der Neugliederung Preußens gehörte es ab 1815 zur Provinz Schlesien und war zunächst dem Landkreis Glatz und ab 1818 dem neu gebildeten Landkreis Habelschwerdt eingegliedert, mit dem es bis 1945 verbunden blieb. Seit 1874 gehörte Neu Lomnitz zusammen mit den Landgemeinden Aspenau, Glasendorf, Grafenort, Melling, Neu Batzdorf, Neuhain, Neu Wilmsdorf und Sauerbrunn zum Amtsbezirk Alt Lomnitz. 1939 wurden 215 Einwohner gezählt.
Als Folge des Zweiten Weltkriegs fiel Neulomnitz 1945 mit dem größten Teil Schlesiens an Polen und wurde in Nowa Łomnica umbenannt. Die deutsche Bevölkerung wurde vertrieben. Die neu angesiedelten Bewohner waren teilweise Zwangsumgesiedelte aus Ostpolen, das an die Sowjetunion gefallen war. Die Zahl der Einwohner ging nachfolgend deutlich zurück. Ab 1945 gehörte Nowa Łomnica zum Powiat Bystrzycki, der 1975, ebenso wie die bis dahin zuständige Woiwodschaft Breslau aufgelöst wurde. 1975–1998 gehörte Nowa Łomnica zur Woiwodschaft Wałbrzych (Waldenburg).

## Sehenswürdigkeiten
- Kapelle aus dem Anfang des 19. Jahrhunderts